# Marshall Conring Johnston
Marshall Conring Johnston (1930 ) es un botánico estadounidense, que ha realizado extensas exploraciones botánicas en territorios mexicanos.
Fueron sus padres Theodore Harris Johnston y Lucille Marie Conringia.
Ha sido profesor en la Universidad de Texas en Austin.

## Algunas publicaciones
- Correll, DS; MC Johnston. 1970. The vascular plants of Texas: A list, up-dating the Manual of the vascular. Ed. Texas Research Foundation, Renner. 1881 pp.
- Johnston, MC; L Johnston; MC Johnston. 1999. Rhamnus. Ed. New York Botanical Garden Pr Dept. ISBN 978-0-89327-209-8

## Honores

### Eponimia
Género
- (Asteraceae) Marshalljohnstonia Henrickson[2]

Especies
- (Hydrophyllaceae) Phacelia marshall-johnstonii N.D.Atwood & Pinkava[3]

- (Rhamnaceae) Colubrina johnstonii T.Wendt[4]
- La abreviatura «M.C.Johnst.» se emplea para indicar a Marshall Conring Johnston como autoridad en la descripción y clasificación científica de los vegetales.[5]